# Alfie (2004)
Alfie (bra: Alfie - O Sedutor; prt: Alfie e as Mulheres) é um filme estadunidense de 2004, do gênero comédia dramática, dirigido e produzido por Charles Shyer. 
Estrelado por Jude Law, Alfie é um remake do filme homônimo de 1966.

## Sinopse
Em Nova York, o inglês Alfie (Jude Law) é um homem carismático e conquistador que vive pulando de cama em cama, tendo diversas aventuras amorosas. Charmoso e elegante, ele possui um vasto número de conquistas em sua vida amorosa, até o dia em que uma das mulheres com quem se relaciona afirma estar grávida, o que o leva a enfrentar dilemas morais sobre a vida que esta levando.

## Elenco
- Jude Law como Alfie
- Marisa Tomei como Julie
- Susan Sarandon como Liz
- Renée Taylor como Lu Schnitman
- Jane Krakowski como Dorie
- Jeff Harding como Phil
- Kevin Rahm como Terry
- Omar Epps como Marlon
- Nia Long como Lonette
- Max Morris como Max
- Gedde Watanabe como Sr. Wing
- Jo Yang como Sra. Wing
- Tara Summers como Carol
- Sam Vincenti como Felix
- Jefferson Mays como Dr. Miranda Kulp
- Dick Latessa como Joe
- Sienna Miller como Nikki

## Locações do filme
- Liverpool, Inglaterra, (representando a cidade de Nova York)
- Manchester, Inglaterra, (representando a cidade de Nova York)
- Port of Tilbury, Inglaterra, (algumas cenas em docas), (representando a cidade de Nova York)
- Park Avenue, Manhattan, Nova York
- Hotel Waldorf-Astoria, Manhattan, Nova York[carece de fontes?]

## Lançamento e recepção

### Bilheteria
Alfie foi um fracasso de bilheteria, arrecadando um total $35.15 milhões de dólares mundialmente, um pouco mais da metade de seu orçamento de $60 milhões de dólares. O filme estreou no dia 5 de novembro de 2004 nos Estados Unidos e conseguiu uma bilheteria de $2,206,738 no primeiro dia. Naquela semana, o filme ficou em quinto lugar em bilheteria com uma arrecadação de $6,218,335, ficando atras dos filmes Os Incriveis, Ray, O Grito e Jogos Mortais. O filme viria a arrecadar meros $13,399,812 nos Estados Unidos e $21,750,734 internacionalmente, fazendo um total de $35,150,546 milhões de dólares.

### Recepção
O filme recebeu opiniões opostas. Baseado nas 147 análises coletadas no site Rotten Tomatoes, 50% dos críticos deram a Alfie uma análise positiva, como uma pontuação média de 5,6/10.
A revista Rolling Stone deu ao filme duas estrelas de cinco.
Todd McCarthy da revista Variety  descreveu o filme como "um vendaval sexy com consciência, que reflete de maneira obvia e interessante as mudanças sociais no intervalo de 38 anos."
O crítico Roger Ebert foi bondoso com sua análise do filme, louvando a atuação de Jude Law e dizendo que "em seus próprios termos é às vezes engraçado e também triste e doce."